# Steiermark-Rundfahrt
Die Steiermark-Rundfahrt (seit 2002 auch Select–Tour Steiermark) war ein vom Landesradsportverband Steiermark veranstaltetes Straßenradrennen in mehreren Etappen. 
Teilnahmeberechtigt waren geladene ausländische Mannschaften sowie österreichische Vereins- oder gemischte Mannschaften der Kategorie „Elite / U 23“. Die Rundfahrt ging meist über vier Etappen. Die Rundfahrt 2006 hatte eine Streckenlänge von insgesamt etwa 550 km.

## Geschichte
Die erste Austragung fand 1961 statt. Die traditionsreiche Steiermark-Rundfahrt mit Gesamtsiegern wie Uwe Peschel (1994) und Tobias Steinhauser (1995) wurde zwischen 1999 und 2001 nicht mehr ausgetragen. 2002 wurde sie wiederbelebt und führte seitdem die offizielle Bezeichnung Internationale Select–Tour Steiermark. Sie war nach der Österreich-Rundfahrt die zweitgrößte Radrundfahrt Österreichs. 2008 stieg der Hauptsponsor aus der Finanzierung aus. Seit 2009 wird sie nicht mehr ausgetragen.

## Palmarès
| - 1961 Kurt Schattelbauer - 1976 Stanisław Szozda - 1977 Hans Summer - 1978 Jostein Wilman - 1982 Johann Lienhart - 1983 Mieczysław Korycki - 1984 Helmut Wechselberger - 1985 Helmut Wechselberger - 1986 Johann Lienhart - 1987 Zenon Jaskuła - 1988–1992 nicht ausgetragen - 1993 Jens Voigt - 1994 Uwe Peschel - 1995 Tobias Steinhauser - 1996 Harald Morscher - 1997–2001 nicht ausgetragen - 2002 Maurizio Vandelli | - 2003 Hans-Peter Obwaller - 2004 Adam Homolka - 2005 Markus Eibegger - 2006 Simon Špilak - 2007 Markus Eibegger - 2008 Markus Eibegger |